# Til jackpot os skiller
Til jackpot os skiller er den danske titel på den amerikanske komediefilm fra 2008 med titlen What Happens in Vegas med bl.a. Ashton Kutcher og Cameron Diaz.